# Bobejan Šopen
Bobejan Šopen (rođen kao Modest Šopen 16. maj 1925 – 17. maj 2010) bio je flamanski pionir u belgijskoj pop muzici. Šopen je bio svestrani zabavljač, kantautor, gitarista, komičar, glumac i profesionalni zviždač. Takođe je poznat kao osnivač i bivši direktor zabavnog parka Bobejanland.
Bobejan Šopen je rođen u belgijskom gradiću Bomu. Njegova muzička karijera je cvetala od 1948. do prve polovine sedamdesetih. 1945. godine osnovao je duo sa Kesom Brugom, mladićem iz svog sela, pod imenom „Two Boys and Two Guitars”. Izvodili su poeziju, južnoafričke pesme i kantri muziku. Ime "Bobbejaan" potiče od južnoafričke pjesme "Bobbejaan klim die berg". Schoepen ga je uzeo kao svoje umetničko ime 1945. ili 1946. godine.
Godine 1957. Šopen predstavlja Belgiju na drugoj Pesmi Evrovizije održanoj 3. maja 1957. u Frankfurtu na Majni. Tamo peva pesmu „Straatdeuntje” i osvaja 8. mesto zajedno sa Švajcarskom koju je predstavljala prošlogodišnja pobjednica Lys Assia. Osvojio je 5 bodova.
Šopen se takođe bavio i fimom te je glumio u filmovima poput „De ordonnans” (gdje igra glavnu ulogu) i „Ah! Qu'il fait bon chez nous”.
Šopen se oženio bivšom holandskom opernom pevačicom i modelom Josefin Jongen 18. maja 1961. godine. Njihov sin Tom je postao njegov menadžer u Belgiji.
Šopen je umro 17. maja 2010, dan nakon 85. rođendana, od srčanog zastoja.